# Сідней Джонсон
Сідней Джонсон (англ. Sidney Johnson) — американський легкоатлет, олімпійський чемпіон з перетягування канату.
На ІІІ літніх Олімпійських іграх у Сент-Луїсі (США) виборов золоту медаль у перетягуванні канату в складі команди «Milwaukee Athletic Club».